# Montastruc-la-Conseillère
Pour les articles homonymes, voir Montastruc.
Montastruc-la-Conseillère (occitan : Montastruc e la Conselhièra) est une commune française située dans le nord-est du département de la Haute-Garonne, en région Occitanie.
Sur le plan historique et culturel, la commune est dans le Frontonnais, un pays entre Garonne et Tarn constitué d'une succession de terrasses caillouteuses qui ont donné naissance à de riches terroirs, réputés pour leurs vins et leurs fruits. Exposée à un climat océanique altéré, elle est drainée par le ruisseau de Palmola, le ruisseau de Gaujac, le ruisseau de la brante, le ruisseau de Marignol et par divers autres petits cours d'eau.
Montastruc-la-Conseillère est une commune rurale qui compte 3 719 habitants en 2022, après avoir connu une forte hausse de la population depuis 1962. Elle appartient à l'unité urbaine de Montastruc-la-Conseillère et fait partie de l'aire d'attraction de Toulouse. Ses habitants sont appelés les Montastrucois ou  Montastrucoises.

## Géographie

### Localisation
La commune de Montastruc-la-Conseillère se trouve dans le département de la Haute-Garonne, en région Occitanie.
Elle se situe à 17 km à vol d'oiseau de Toulouse, préfecture du département, et à 10 km de Pechbonnieu, bureau centralisateur du canton de Pechbonnieu dont dépend la commune depuis 2015 pour les élections départementales.
La commune est par ailleurs ville-centre du bassin de vie de Montastruc-la-Conseillère.
Les communes les plus proches sont : 
Gémil (2,0 km), Saint-Jean-Lherm (2,2 km), Garidech (2,6 km), Gragnague (3,9 km), Roquesérière (4,2 km), Montpitol (4,9 km), Paulhac (5,1 km), Bonrepos-Riquet (5,3 km).
Sur le plan historique et culturel, Montastruc-la-Conseillère fait partie du Frontonnais, un pays entre Garonne et Tarn constitué d'une succession de terrasses caillouteuses qui ont donné naissance à de riches terroirs, réputés pour leurs vins et leurs fruits.
Montastruc-la-Conseillère est limitrophe de sept autres communes.
Les communes limitrophes sont Gémil, Garidech, Gragnague, Montpitol, Paulhac, Roquesérière et Saint-Jean-Lherm.
| Paulhac  | Gémil                     | Roquesérière     |
|          | Montastruc-la-Conseillère | Montpitol        |
| Garidech | Gragnague                 | Saint-Jean-Lherm |

### Géologie et relief
La commune de Montastruc-la-Conseillère est établie sur les coteaux entre les plaines de la vallée de la Garonne et celle du Tarn.
La superficie de la commune est de 1 549 hectares ; son altitude varie de 143  à   242 mètres.

### Hydrographie

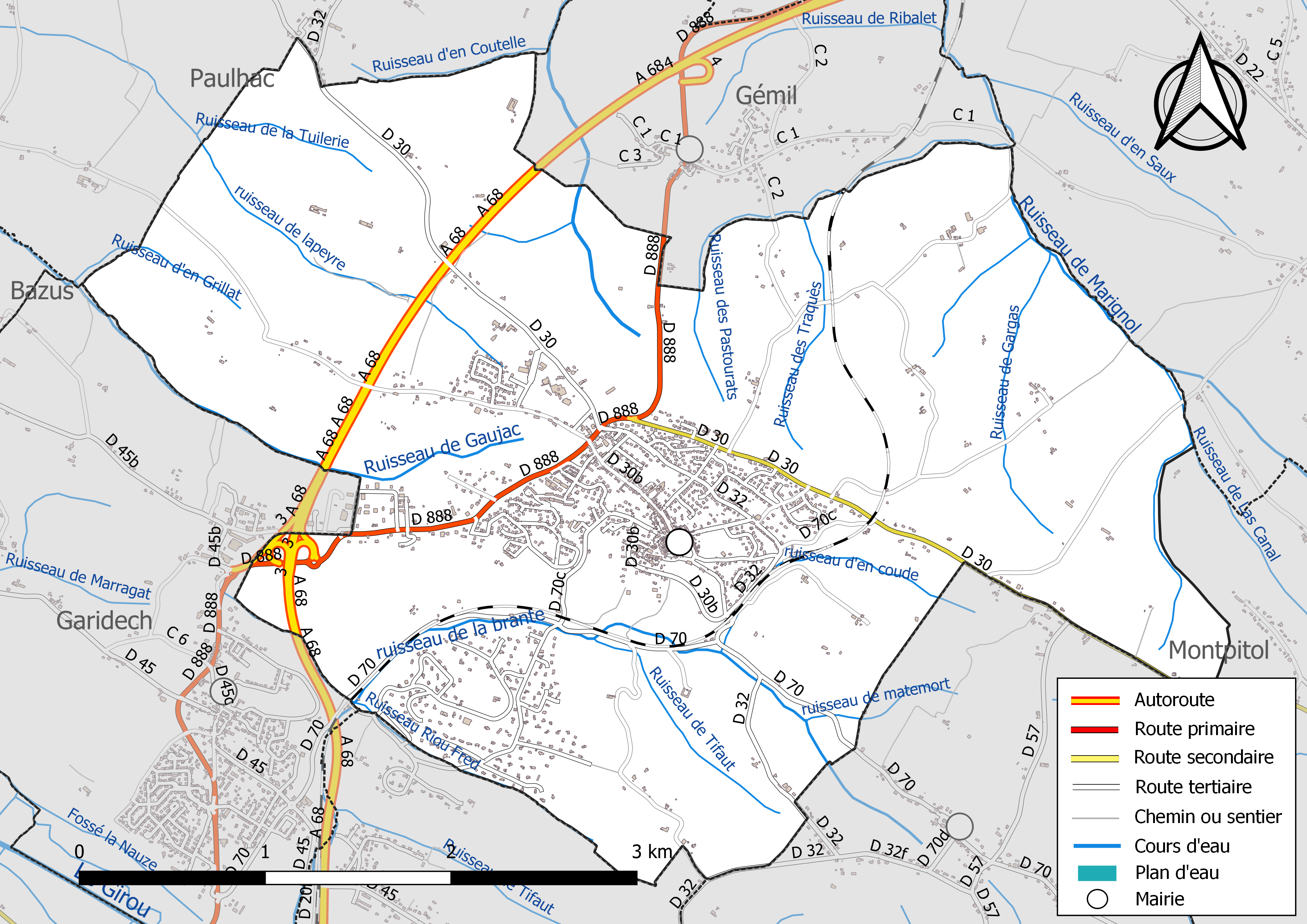
Réseaux hydrographique et routier de Montastruc-la-Conseillère.

La commune est dans le bassin de la Garonne, au sein du bassin hydrographique Adour-Garonne. Elle est drainée par le ruisseau de Palmola, le ruisseau de Gaujac, le ruisseau de la brante, le ruisseau de Marignol, le ruisseau de Fonbonne, le ruisseau de Gargas, le ruisseau de Lapeyre, le ruisseau de Las Canal, le ruisseau de la Tuilerie, le ruisseau de Matemort, le ruisseau d'en coude, le ruisseau d'en Grillat, le ruisseau des Pastourats, le ruisseau des Traquès, et par divers petits cours d'eau, constituant un réseau hydrographique de 22 km de longueur totale,.
Le ruisseau de Palmola, d'une longueur totale de 12,8 km, prend sa source dans la commune et s'écoule vers le nord. Il traverse la commune et se jette dans le Tarn à Mirepoix-sur-Tarn, après avoir traversé 6 communes.

### Climat
Pour des articles plus généraux, voir Climat de l'Occitanie et Climat de la Haute-Garonne.
En 2010, le climat de la commune est de type climat du Bassin du Sud-Ouest, selon une étude s'appuyant sur une série de données couvrant la période 1971-2000. En 2020, Météo-France publie une typologie des climats de la France métropolitaine dans laquelle la commune est exposée à un climat océanique altéré et est dans la région climatique Aquitaine, Gascogne, caractérisée par une pluviométrie abondante au printemps, modérée en automne, un faible ensoleillement au printemps, un été chaud (19,5 °C), des vents faibles, des brouillards fréquents en automne et en hiver et des orages fréquents en été (15 à 20 jours).
Pour la période 1971-2000, la température annuelle moyenne est de 13 °C, avec une amplitude thermique annuelle de 15,8 °C. Le cumul annuel moyen de précipitations est de 738 mm, avec 9,5 jours de précipitations en janvier et 5,5 jours en juillet. Pour la période 1991-2020, la température moyenne annuelle observée sur la station météorologique la plus proche, située sur la commune de Blagnac à 18 km à vol d'oiseau, est de 14,2 °C et le cumul annuel moyen de précipitations est de 627,0 mm,. Pour l'avenir, les paramètres climatiques de la commune estimés pour 2050 selon différents scénarios d’émission de gaz à effet de serre sont consultables sur un site dédié publié par Météo-France en novembre 2022.

### Milieux naturels et biodiversité
Aucun espace naturel présentant un intérêt patrimonial n'est recensé sur la commune dans l'inventaire national du patrimoine naturel,,.

## Urbanisme

### Typologie
Au 1er janvier 2024, Montastruc-la-Conseillère est catégorisée bourg rural, selon la nouvelle grille communale de densité à sept niveaux définie par l'Insee en 2022.
Elle appartient à l'unité urbaine de Montastruc-la-Conseillère, une agglomération intra-départementale regroupant deux  communes, dont elle est ville-centre,,. Par ailleurs la commune fait partie de l'aire d'attraction de Toulouse, dont elle est une commune de la couronne,. Cette aire, qui regroupe 527 communes, est catégorisée dans les aires de 700 000 habitants ou plus (hors Paris),.

### Occupation des sols
L'occupation des sols de la commune, telle qu'elle ressort de la base de données européenne d’occupation biophysique des sols Corine Land Cover (CLC), est marquée par l'importance des territoires agricoles (81,1 % en 2018), en diminution par rapport à 1990 (86 %). La répartition détaillée en 2018 est la suivante : 
terres arables (58 %), zones agricoles hétérogènes (19 %), zones urbanisées (13,9 %), prairies (4,1 %), forêts (3,1 %), zones industrielles ou commerciales et réseaux de communication (1,9 %). L'évolution de l’occupation des sols de la commune et de ses infrastructures peut être observée sur les différentes représentations cartographiques du territoire : la carte de Cassini (XVIIIe siècle), la carte d'état-major (1820-1866) et les cartes ou photos aériennes de l'IGN pour la période actuelle (1950 à aujourd'hui).

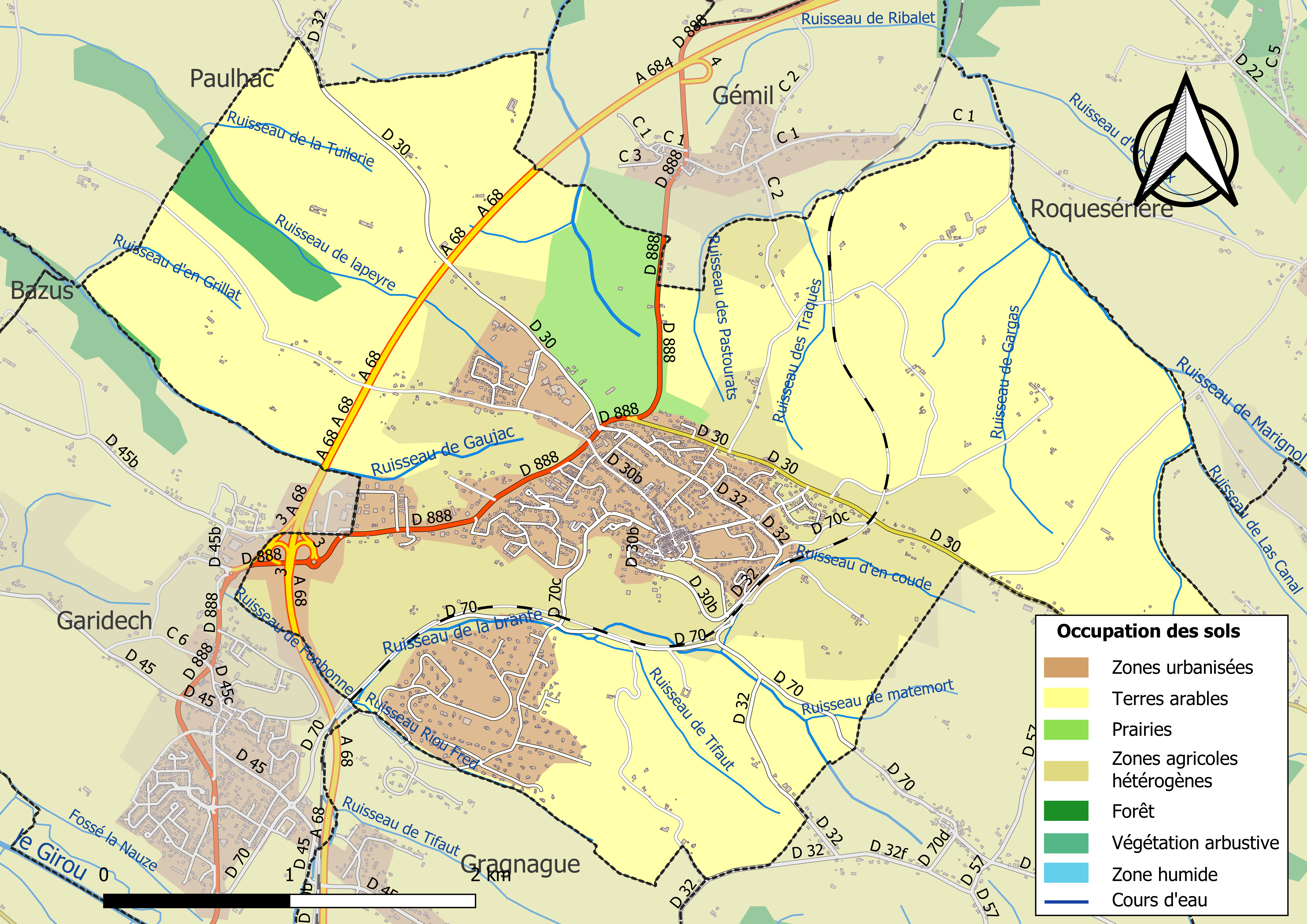
Carte des infrastructures et de l'occupation des sols de la commune en 2018 (CLC).

### Voies de communication et transports
La commune est accessible par la  03 de l'autoroute A68, traversant le territoire communal et reliant Toulouse à Albi. L'accès est également possible depuis la route départementale 888 (ex-route nationale 88, Toulouse - Albi), et les routes départementales RD30 (Vacquiers - Montpitol), RD32 (Bourg-Saint-Bernard - Villemur-sur-Tarn) et RD70 (Montastruc - Garidech).
La commune compte une gare, la gare de Montastruc-la-Conseillère, desservie par la ligne de Brive-la-Gaillarde à Toulouse-Matabiau via Capdenac du réseau TER Occitanie.
La ligne express Hop!304 du réseau Arc-en-Ciel relie le centre de la commune à la station Balma - Gramont du métro de Toulouse depuis Bessières, la ligne 353 relie le centre de la commune à la station Balma - Gramont depuis Bessières également et la ligne 355 relie la commune à la gare routière de Toulouse ou à la station Borderouge depuis Villemur-sur-Tarn.
L'aéroport le plus proche est l'aéroport de Toulouse-Blagnac.

### Risques majeurs
Le territoire de la commune de Montastruc-la-Conseillère est vulnérable à différents aléas naturels : météorologiques (tempête, orage, neige, grand froid, canicule ou sécheresse) et séisme (sismicité très faible). Un site publié par le BRGM permet d'évaluer simplement et rapidement les risques d'un bien localisé soit par son adresse soit par le numéro de sa parcelle.

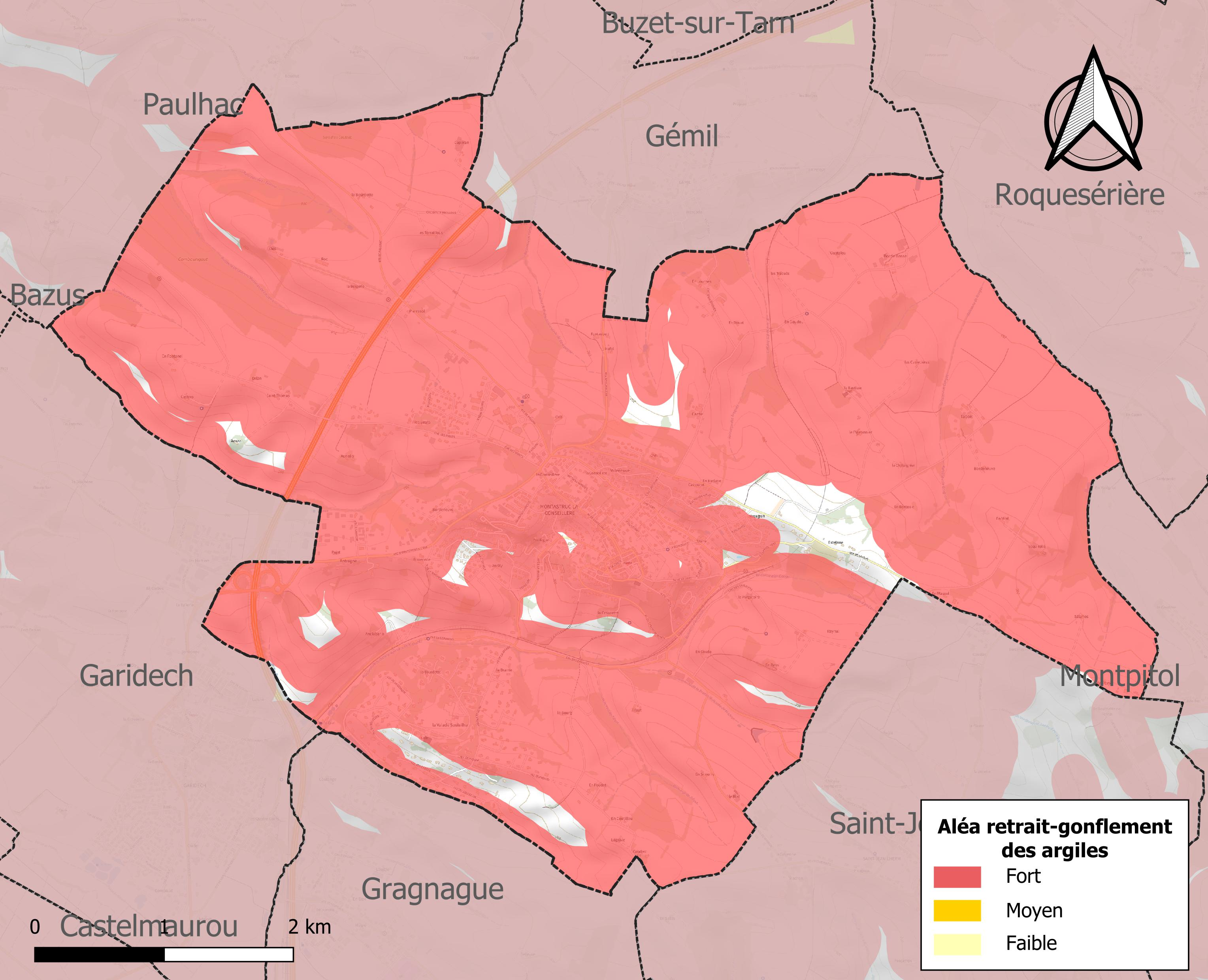
Carte des zones d'aléa retrait-gonflement des sols argileux de Montastruc-la-Conseillère.

Le retrait-gonflement des sols argileux est susceptible d'engendrer des dommages importants aux bâtiments en cas d’alternance de périodes de sécheresse et de pluie. 95,3 % de la superficie communale est en aléa moyen ou fort (88,8 % au niveau départemental et 48,5 % au niveau national). Sur les 1 294 bâtiments dénombrés sur la commune en 2019, 1 217 sont en aléa moyen ou fort, soit 94 %, à comparer aux 98 % au niveau départemental et 54 % au niveau national. Une cartographie de l'exposition du territoire national au retrait gonflement des sols argileux est disponible sur le site du BRGM,.
Par ailleurs, afin de mieux appréhender le risque d’affaissement de terrain, l'inventaire national des cavités souterraines permet de localiser celles situées sur la commune.
Concernant les mouvements de terrains, la commune a été reconnue en état de catastrophe naturelle au titre des dommages causés par la sécheresse en 1989, 1991, 1993, 2003, 2007, 2011 et 2016 et par des mouvements de terrain en 1999.

## Toponymie
Du latin Mons Astrux, devenu ensuite Montastruc, "astruc" signifiant en languedocien "équipage de labour", et avec l'adjonction de "la conseillère", en raison d'un lieu-dit La conseillère, probablement la femme d'une personne occupant la charge de conseiller.

## Histoire

### Héraldique
| Montastruc-la-Conseillère | Son blasonnement est : D'argent au mont de sinople sommé d'un arbre du même, accosté des inscriptions AST et RUC en lettres capitales de sable, à la bordure de gueules chargée de six fleurs de lys du champ. |

## Politique et administration

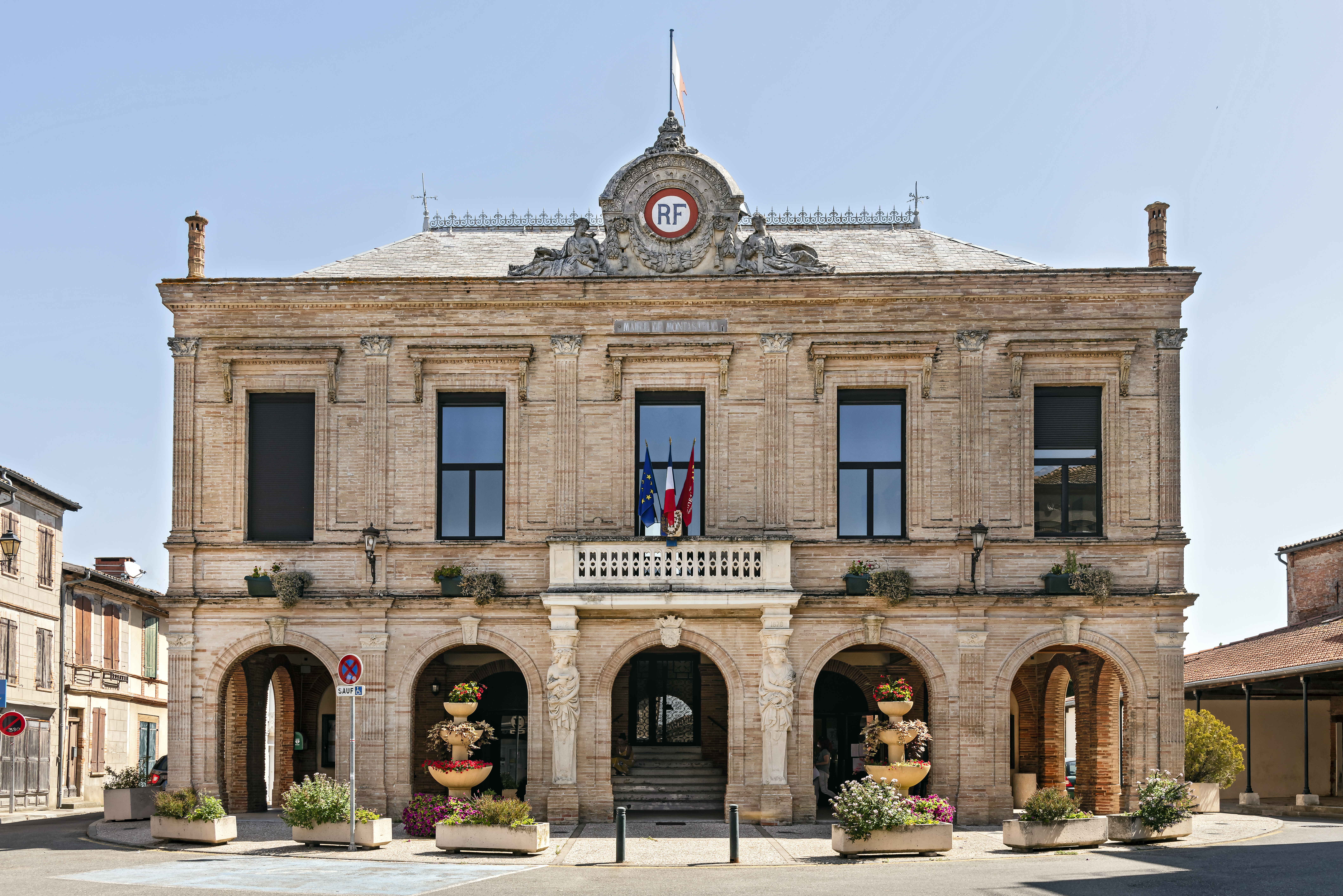
La mairie

### Administration municipale
Le nombre d'habitants au recensement de 2011 étant compris entre 2 500 habitants et 3 499 habitants, le nombre de membres du conseil municipal pour l'élection de 2014 est de vingt trois,.

### Rattachements administratifs et électoraux
Commune faisant partie de la deuxième circonscription de la Haute-Garonne de la communauté de communes des Coteaux du Girou et du canton de Pechbonnieu (avant le redécoupage départemental de 2014, Montastruc-la-Conseillère était le chef-lieu de l'ex-canton de Montastruc-la-Conseillère).

### Jumelages
- Maizières-lès-Metz (France)
- Sant Pere Pescador (Espagne)

## Population et société

### Démographie
L'évolution du nombre d'habitants est connue à travers les recensements de la population effectués dans la commune depuis 1793. Pour les communes de moins de 10 000 habitants, une enquête de recensement portant sur toute la population est réalisée tous les cinq ans, les populations de référence des années intermédiaires étant quant à elles estimées par interpolation ou extrapolation. Pour la commune, le premier recensement exhaustif entrant dans le cadre du nouveau dispositif a été réalisé en 2004.

En 2022, la commune comptait 3 719 habitants, en évolution de +10,75 % par rapport à 2016 (Haute-Garonne : +8,02 %, France hors Mayotte : +2,11 %).
| 1793 | 1800 | 1806 | 1821  | 1831  | 1836  | 1841  | 1846  | 1851  |
| ---- | ---- | ---- | ----- | ----- | ----- | ----- | ----- | ----- |
| 819  | 902  | 900  | 1 109 | 1 135 | 1 042 | 1 073 | 1 055 | 1 113 |

| 1856  | 1861  | 1866  | 1872  | 1876  | 1881  | 1886  | 1891  | 1896 |
| ----- | ----- | ----- | ----- | ----- | ----- | ----- | ----- | ---- |
| 1 109 | 1 112 | 1 115 | 1 107 | 1 059 | 1 043 | 1 044 | 1 003 | 998  |

| 1901 | 1906 | 1911 | 1921 | 1926 | 1931 | 1936 | 1946 | 1954 |
| ---- | ---- | ---- | ---- | ---- | ---- | ---- | ---- | ---- |
| 992  | 924  | 917  | 800  | 805  | 823  | 803  | 878  | 909  |

| 1962  | 1968  | 1975  | 1982  | 1990  | 1999  | 2004  | 2006  | 2009  |
| ----- | ----- | ----- | ----- | ----- | ----- | ----- | ----- | ----- |
| 1 033 | 1 357 | 1 635 | 1 842 | 2 101 | 2 495 | 2 983 | 3 028 | 3 090 |

| 2014  | 2019  | 2022  | - | - | - | - | - | - |
| ----- | ----- | ----- | - | - | - | - | - | - |
| 3 285 | 3 576 | 3 719 | - | - | - | - | - | - |

| selon la population municipale des années : | 1968 | 1975 | 1982 | 1990 | 1999 | 2006 | 2009 | 2013 |
| Rang de la commune dans le département      | 52   | 55   | 57   | 66   | 66   | 61   | 65   | 65   |
| Nombre de communes du département           | 592  | 582  | 586  | 588  | 588  | 588  | 589  | 589  |

### Enseignement
Montastruc-la-Conseillère fait partie de l'académie de Toulouse.
L'éducation est assurée sur la commune de Montastruc-la-Conseillère par des écoles maternelles et élémentaires une public et l'autre privée, un collège (Georges Brassens), ainsi qu'un d'un lycée d’enseignement professionnel rural privé.

### Santé
Crèche municipale des Moulins,

### Culture et festivité
De nombreuses associations y existent, ainsi qu'une bibliothèque municipale.

### Écologie et recyclage
La collecte et le traitement des déchets des ménages et des déchets assimilés ainsi que la protection et la mise en valeur de l'environnement se font dans le cadre de la communauté de communes des Coteaux du Girou, (SITROM), et du syndicat de traitement DECOSET.
La déchèterie la plus proche se situe sur la commune voisine de Garidech.

## Économie

### Revenus
En 2018  (données Insee publiées en septembre 2021), la commune compte 1 466 ménages fiscaux, regroupant 3 699 personnes. La médiane du revenu disponible par unité de consommation est de 26 490 € (23 140 € dans le département). 62 % des ménages fiscaux sont imposés (55,3 % dans le département).

### Emploi
|                | 2008  | 2013  | 2018  |
| -------------- | ----- | ----- | ----- |
| Commune        | 5,5 % | 6,3 % | 6,6 % |
| Département    | 7,7 % | 9,6 % | 9,3 % |
| France entière | 8,3 % | 10 %  | 10 %  |

En 2018, la population âgée de 15 à 64 ans s'élève à 2 174 personnes, parmi lesquelles on compte 80,5 % d'actifs (73,9 % ayant un emploi et 6,6 % de chômeurs) et 19,5 % d'inactifs,. Depuis 2008, le taux de chômage communal (au sens du recensement) des 15-64 ans est inférieur à celui de la France et du département.
La commune fait partie de la couronne de l'aire d'attraction de Toulouse, du fait qu'au moins 15 % des actifs travaillent dans le pôle,. Elle compte 938 emplois en 2018, contre 889 en 2013 et 872 en 2008. Le nombre d'actifs ayant un emploi résidant dans la commune est de 1 638, soit un indicateur de concentration d'emploi de 57,2 % et un taux d'activité parmi les 15 ans ou plus de 63,8 %.
Sur ces 1 638 actifs de 15 ans ou plus ayant un emploi, 270 travaillent dans la commune, soit 17 % des habitants. Pour se rendre au travail, 83,6 % des habitants utilisent un véhicule personnel ou de fonction à quatre roues, 8,6 % les transports en commun, 3,4 % s'y rendent en deux-roues, à vélo ou à pied et 4,4 % n'ont pas besoin de transport (travail au domicile).

### Activités hors agriculture

#### Secteurs d'activités
354 établissements sont implantés  à Montastruc-la-Conseillère au 31 décembre 2019. Le tableau ci-dessous en détaille le nombre par secteur d'activité et compare les ratios avec ceux du département,.
| Secteur d'activité                                                                                        | Commune | Commune | Département |
| Secteur d'activité                                                                                        | Nombre  | %       | %           |
| --- | ------- | ------- | ----------- |
| Ensemble                                                                                                  | 354     | 100 %   | (100 %)     |
| Industrie manufacturière, industries extractives et autres                                                | 23      | 6,5 %   | (5,7 %)     |
| Construction                                                                                              | 39      | 11 %    | (12 %)      |
| Commerce de gros et de détail, transports, hébergement et restauration                                    | 80      | 22,6 %  | (25,9 %)    |
| Information et communication                                                                              | 11      | 3,1 %   | (4,1 %)     |
| Activités financières et d'assurance                                                                      | 23      | 6,5 %   | (3,8 %)     |
| Activités immobilières                                                                                    | 14      | 4 %     | (4,2 %)     |
| Activités spécialisées, scientifiques et techniques et activités de services administratifs et de soutien | 65      | 18,4 %  | (19,8 %)    |
| Administration publique, enseignement, santé humaine et action sociale                                    | 74      | 20,9 %  | (16,6 %)    |
| Autres activités de services                                                                              | 25      | 7,1 %   | (7,9 %)     |

Le secteur du commerce de gros et de détail, des transports, de l'hébergement et de la restauration est prépondérant sur la commune puisqu'il représente 22,6 % du nombre total d'établissements de la commune (80 sur les 354 entreprises implantées  à Montastruc-la-Conseillère), contre 25,9 % au niveau départemental.

#### Entreprises et commerces
Les cinq entreprises ayant leur siège social sur le territoire communal qui génèrent le plus de chiffre d'affaires en 2020 sont : 
- Latieule BTP - TPTM, travaux de terrassement spécialisés ou de grande masse (4 510 k€)
- Techniques Speciales, travaux d'installation électrique dans tous locaux (3 910 k€)
- Sky'in Lab, travaux de menuiserie métallique et serrurerie (2 835 k€)
- Miditech, commerce de gros (commerce interentreprises) de fournitures et équipements divers pour le commerce et les services (1 602 k€)
- Petitqueux, travaux de peinture et vitrerie (1 225 k€)

L'agriculture basée sur la culture de céréales (maïs, blé…) a encore une place importante mais tend à diminuer en faveur de zones résidentielles liées à la proximité de l'agglomération toulousaine puisque Montastruc-la-Conseillère se trouve dans son aire urbaine. L'artisanat ainsi que le commerce y sont bien représentés.

### Agriculture
La commune est dans le Lauragais, une petite région agricole occupant le nord-est du département de la Haute-Garonne, dont les coteaux portent des grandes cultures en sec avec une dominante blé dur et tournesol. En 2020, l'orientation technico-économique de l'agriculture  sur la commune est la culture de céréales et/ou d'oléoprotéagineuses.
|               | 1988  | 2000 | 2010 | 2020  |
| ------------- | ----- | ---- | ---- | ----- |
| Exploitations | 23    | 18   | 17   | 17    |
| SAU (ha)      | 1 146 | 934  | nd   | 1 393 |

Le nombre d'exploitations agricoles en activité et ayant leur siège dans la commune est passé de 23 lors du recensement agricole de 1988  à 18 en 2000 puis à 17 en 2010 et enfin à 17 en 2020, soit une baisse de 26 % en 32 ans. Le même mouvement est observé à l'échelle du département qui a perdu pendant cette période 57 % de ses exploitations,. La surface agricole utilisée sur la commune a quant à elle augmenté, passant de 1 146 ha en 1988 à 1 393 ha en 2020. Parallèlement la surface agricole utilisée moyenne par exploitation a augmenté, passant de 50 à 82 ha.

## Culture locale et patrimoine

### Lieux et monuments
- Le monument aux morts
- La halle
- Église Saint-Bartélémy
- Mairie de Montastruc-la-Conseillère
- Château de La Conseillère.
- Château de Lasserre, édifié aux XVIe et XVIIe siècles par la famille de Bernuy, ancienne résidence du général de Castelnau.
- Château de Campagne, édifié en 1824 par la famille Massol.

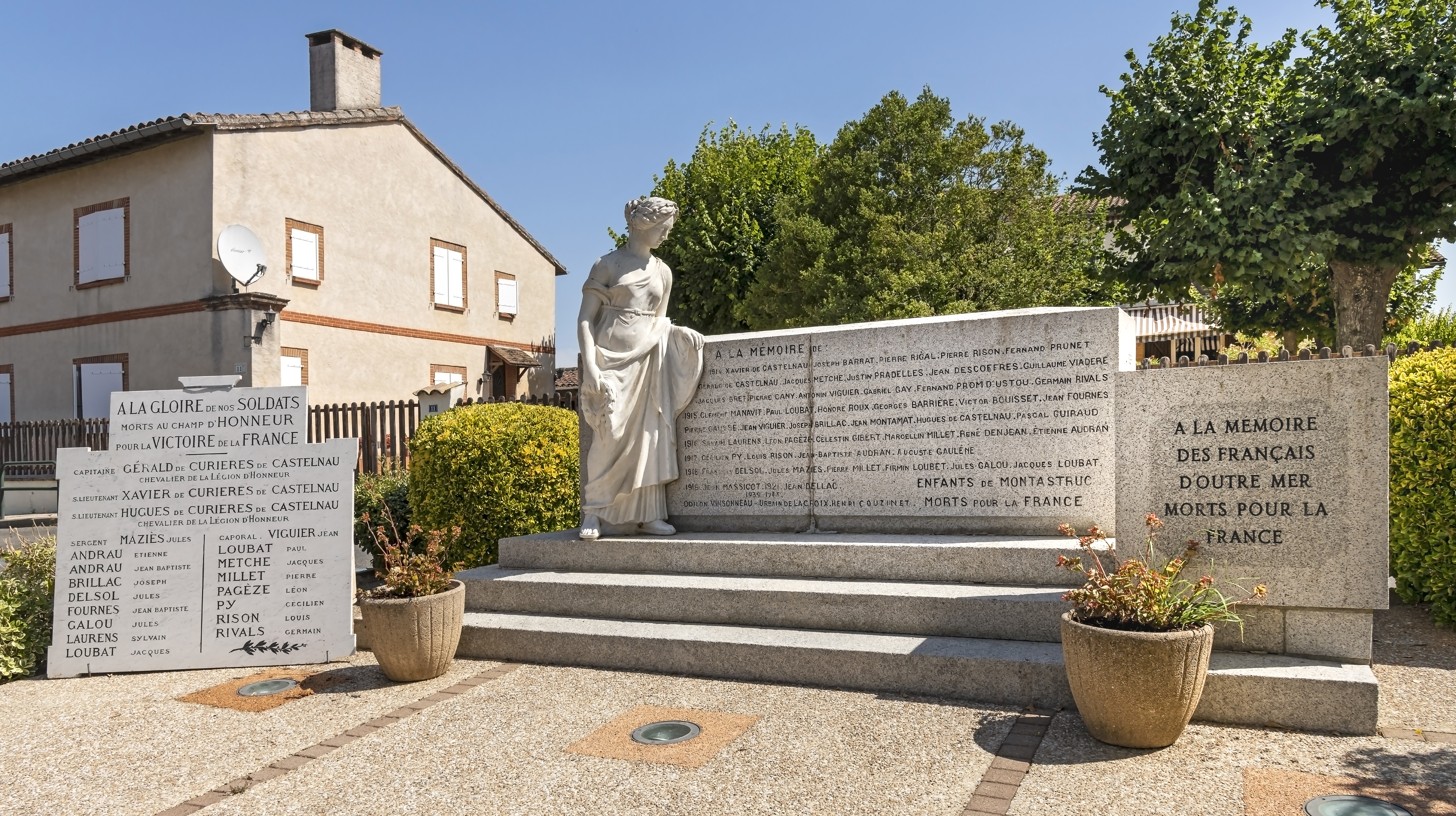
Le monument aux morts
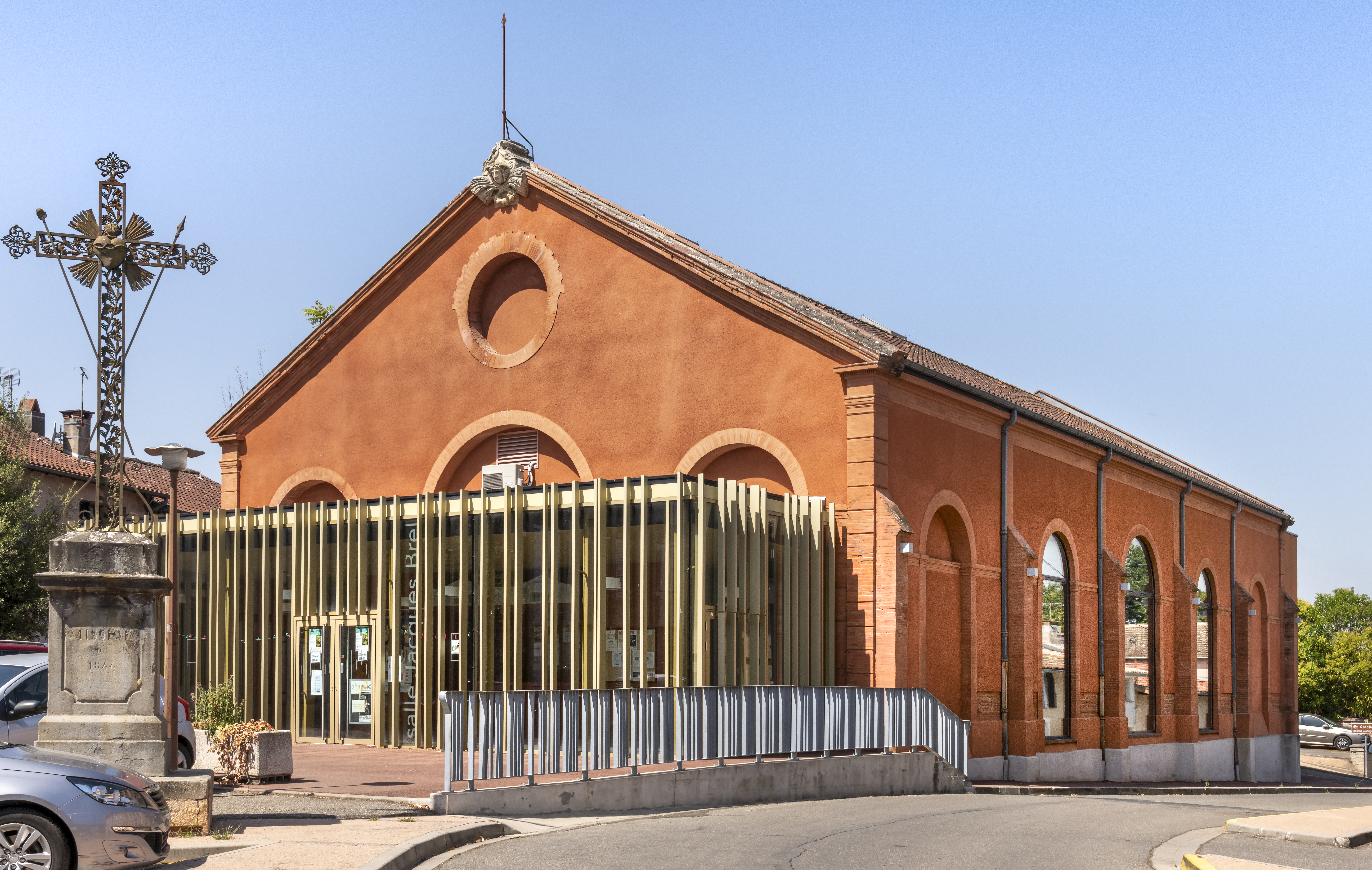
La halle
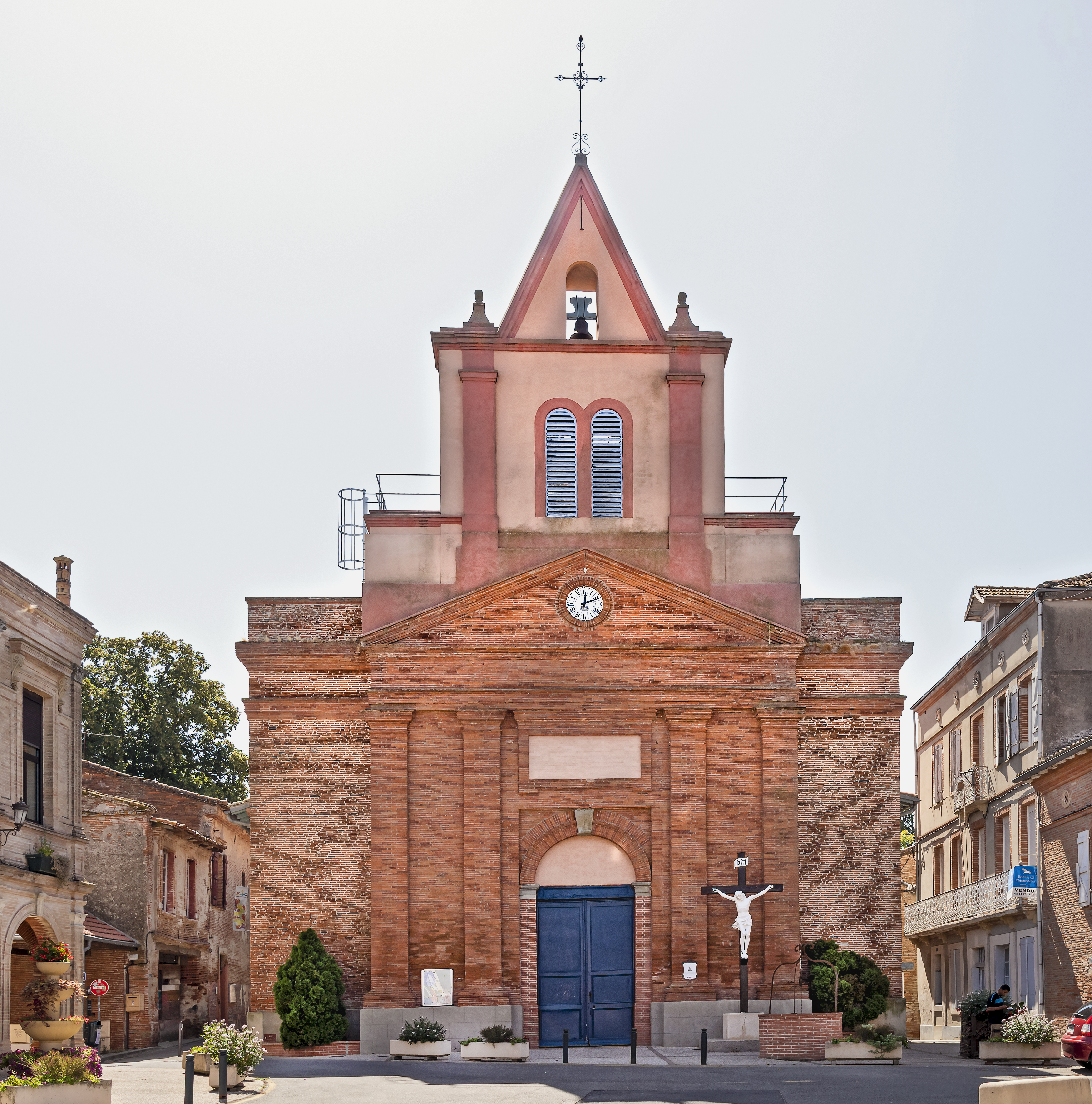
L'église Saint-Bartélémy - La façade
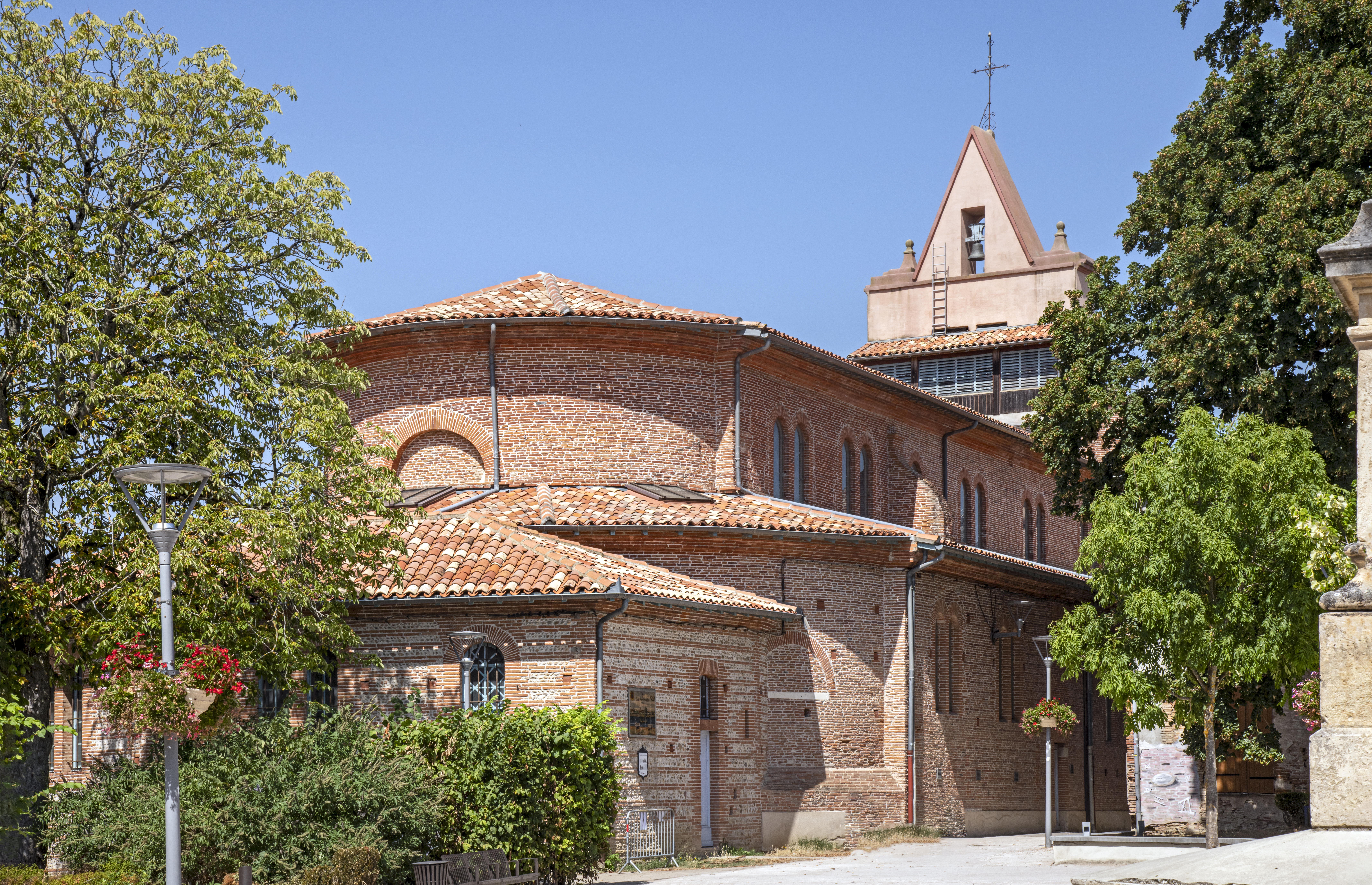
L'abside

### Personnalités liées à la commune
- Sicard Alaman (ca 1210-1275), fondateur de la commune
- Édouard de Castelnau (1851-1944), général, et son fils, Xavier de Curières de Castelnau (1893-1914) ;
- Maurice Bourgès-Maunoury (1914-1993), conseiller général du canton de Montastruc-la-Conseillère de 1949 à 1973
- Jean-Luc Reichmann, animateur, producteur de télévision et comédien, a grandi dans la commune
- Mickey Baker (1925-2012), guitariste de blues américain
- Dominique Sanders (1957), coureur cycliste

## Pour approfondir